# Décapole
Décapolul (Dekapolis sau în germană Zehnstädtebund) a fost o alianță formată în 1354 de zece orașe imperiale ale Sfântului Imperiu Roman din regiunea Alsacia pentru a le menține drepturile. A fost desființată în 1679.
În 1354, împăratul Carol al IV-lea al Luxemburgului a ratificat tratatul de unire a orașelor Haguenau, Colmar, Wissembourg, Turckheim, Obernai, Kaysersberg, Rosheim, Munster, Sélestat și Mulhouse.  Hagenau a devenit capitala sa, în timp ce orașul imperial Strasbourg, locul dietei ligii, a rămas în afara alianței. Orașul Seltz s-a alăturat ligii când a primit statutul imediat în 1357, dar a trebuit să-l părăsească după mediatizarea sa către Electoratul Palatinat în 1414.
Afilierea a încetat la început după moartea lui Carol în 1378, dar a fost restabilită în anul următor. Cele zece orașe s-au alăturat Cercului renan superior în 1500. În 1515, Mulhouse s-a retras din alianță pentru a se asocia cu Vechea Confederație Elvețiană. A fost înlocuit în 1521 de orașul Landau din nordul Alsaciei. 
Alianța a fost puuuuuternic zdrucinată de Războiul de 30 de ani care a devastat regiunea, permițându-i lui Ludovic al XIV-lea al Franței să cucerească orașele în conformitate cu pacea de la Westfalia din 1648. Semnarea Tratatelor de la Nijmegen în 1679 a adus în cele din urmă încetarea Décapolei, când Alsacia a fost anexată de Franța. Mulhouse a rămas un oraș independent și o exclavă a Confederației Elvețiene până când în 1798 a fost anexat la Prima Republică Franceză. Landau împreună cu Palatinatul a fost dat Bavariei după Congresul de la Viena din 1815.